# اشپارنک
اشپارنک (به آلمانی: Sparneck) یک شهر در آلمان است که در ناحیه هوف واقع شده‌است.

## خصوصیات
اشپارنک ۱۶٫۳۶ کیلومترمربع مساحت دارد ۵۶۰ متر بالاتر از سطح دریا واقع شده‌است.